# Pseudophaneroptera grandis
Pseudophaneroptera grandis är en insektsart som beskrevs av Henry, G.M. 1939. Pseudophaneroptera grandis ingår i släktet Pseudophaneroptera och familjen vårtbitare. Inga underarter finns listade i Catalogue of Life.